# Moynaq
Moynaq (in uzbeco Mo‘ynoq; in karakalpako Moynaq; in russo Муйнак?, Muynaq), è una città in Uzbekistan, del Karakalpakstan localizzata 210 km a nord di Nukus e 100 km a nord di Porlytau, è stata il principale porto uzbeko del lago d'Aral, ora è a diverse decine di chilometri dalle sponde del lago (distanza in continuo aumento) ed è diventata il simbolo della catastrofe ecologica che ha colpito il lago e la regione. La città è situata su quello che una volta era un istmo che collegava la penisola di Ush Say (coda di tigre) alla terraferma.

## Storia
Nel corso degli anni, con il progressivo ritirarsi del lago, sono stati fatti vari tentativi per salvare la flotta di pescherecci tramite la costruzione di canali artificiali, tentativi che hanno di fatto soltanto ritardato la loro fine. I pescherecci costituiscono ora una spettrale flotta arenata nel deserto. All'interno della città vi sono numerosi ricordi dell'epoca passata, quando fioriva il commercio ittico. Una barca da pesca è stata posta come simbolo sopra un piedistallo nei pressi del palazzo del governo.

## Popolazione
La popolazione di Moynaq è di 13 500 abitanti, numero in continua diminuzione per via del disastro che ha colpito così duramente l'economia della città.

## Economia

### Turismo
Negli ultimi anni Moynaq, con la sua flotta di pescherecci arenati nella sabbia, è diventata meta turistica.

## Galleria d'immagini

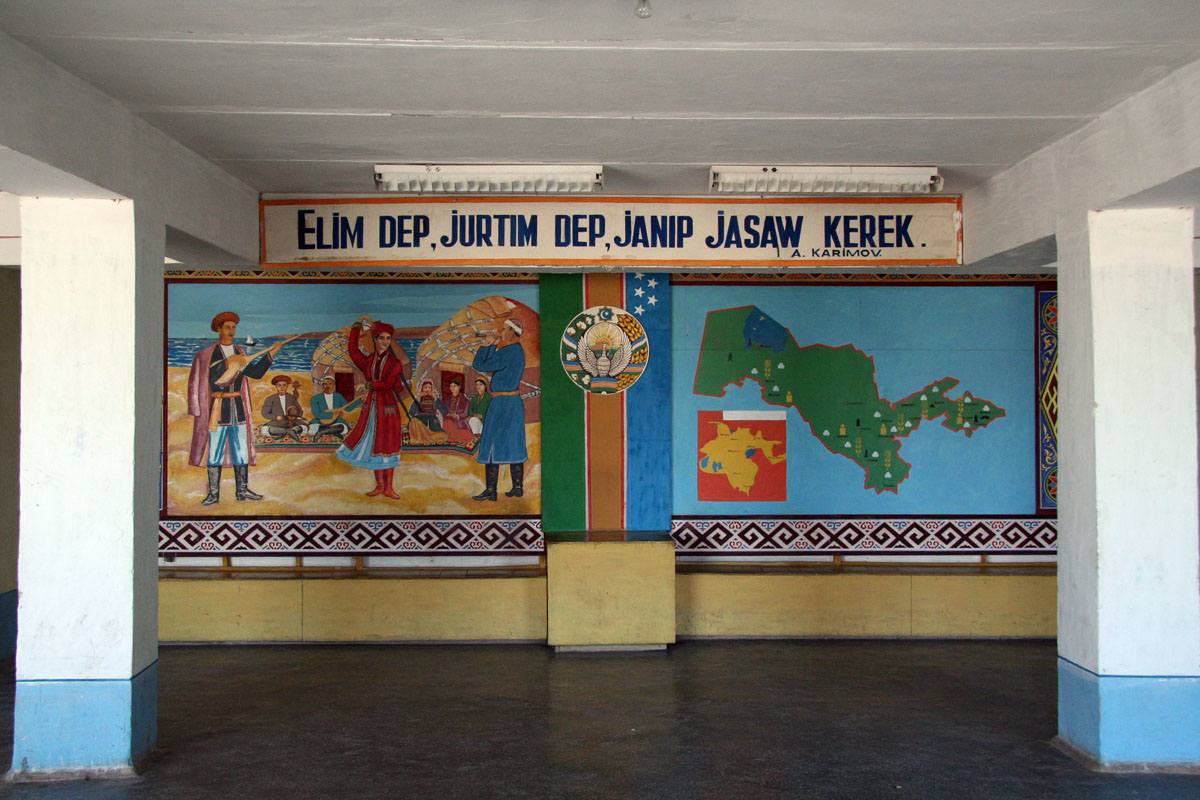
L'ingresso del Municipio e del Museo di Moynaq
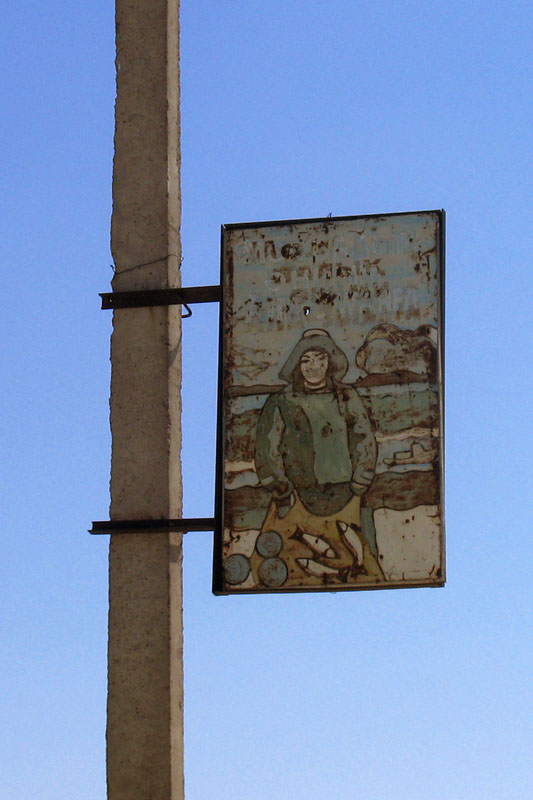
Un cartello nel centro.
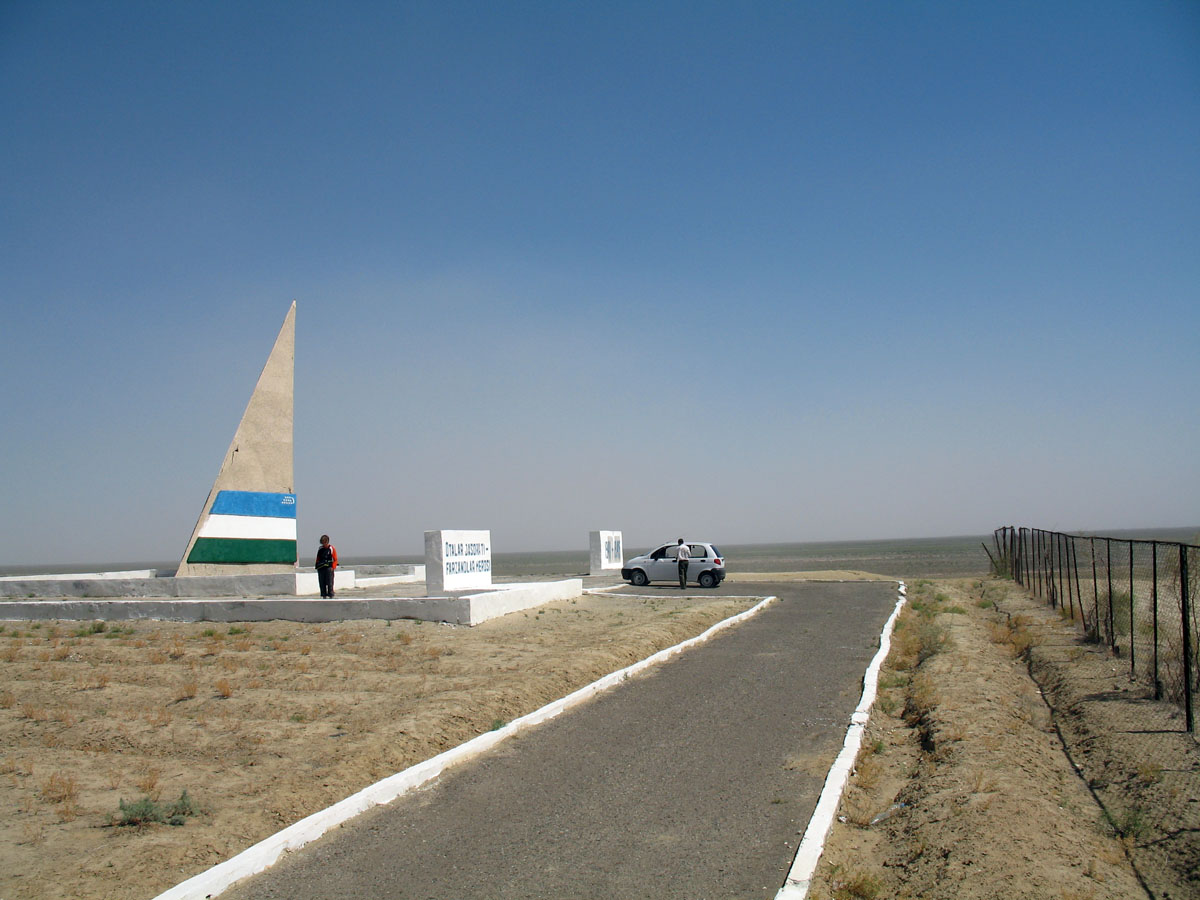
Il Monumento sull'antica riva del Lago d'Aral, ora asciutto
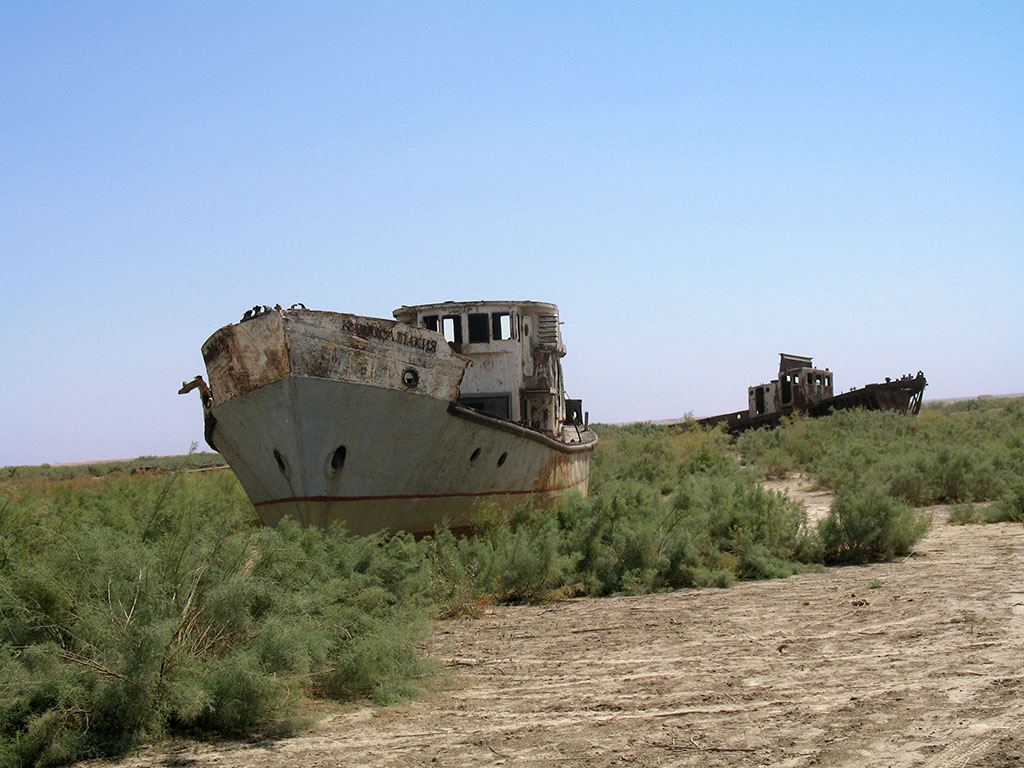
Navi arenate nel vecchio porto sul Lago d'Aral.